# Palacio de Geguti
El Palacio de Geguti (en georgiano: გეგუთის სასახლე) es un palacio real medieval, hoy en ruinas, en el pueblo homónimo, a 7 km al sur de la ciudad de Kutaisi, en Georgia.
Las ruinas del complejo del palacio de Geguti ocupan una zona de más de 2.000 metros cuadrados a orillas del río Rioni. Un extenso trabajo de campo entre 1953 y 1956 permitió a los especialistas estratificar las capas arqueológicas principales y reconstruir la forma arquitectónica y la decoración de los edificios medievales mayores parte de los cuales se remontan al siglo XII, el período en el que la primera mención escrita de Geguti aparece en las Crónicas de Georgia .